# Championnats de Belgique d'athlétisme 1966
En 1966 les Championnats de Belgique d'athlétisme toutes catégories se sont déroulés les 6 et 7 août au stade du Heysel à Bruxelles.

## Résultats
| Hommes                  | Prestation    | Catégorie         | Femmes                | Prestation   |
| ----------------------- | ------------- | ----------------- | --------------------- | ------------ |
| Paul Poels              | 10 s 4        | 100 m             | Monique Vanherck      | 12 s 5       |
| Paul Poels              | 21 s 4        | 200 m             | Louise Fricq          | 25 s 6       |
| Willy Vandenwijngaerden | 48 s 4        | 400 m             | Marie-Claire Clerbout | 58 s 2       |
| André Dehertoghe        | 1 min 48 s 4  | 800 m             | Marie-Claire Clerbout | 2 min 17 s 7 |
| Paul Roekaerts          | 3 min 46 s 3  | 1 500 m           | -                     | -            |
| Eugène Allonsius        | 14 min 12 s 4 | 5 000 m           | -                     | -            |
| Gaston Roelants         | 29 min 26 s 8 | 10 000 m          | -                     | -            |
| -                       | -             | 80 m haies        | Roswitha Emonts-Gast  | 11 s 9       |
| Wilfried Geeroms        | 14 s 1        | 110 m haies       | -                     | -            |
| Theo Van Moer           | 54 s 0        | 400 m haies       | -                     | -            |
| Gaston Roelants         | 8 min 35 s 2  | 3 000 m steeple   | -                     | -            |
| Yves Theisen            | 2,00 m        | Saut en hauteur   | Rita Vanherck         | 1,60 m       |
| Paul Coppejans          | 4,65 m        | Saut à la perche  | -                     | -            |
| Yves Theisen            | 7,23 m        | Saut en longueur  | Monique Vanherck      | 5,74 m       |
| Jacques Septon          | 14,13 m       | Triple saut       | -                     | -            |
| Rolland Borrey          | 16,10 m       | Lancer du poids   | Marcella Coremans     | 12,55 m      |
| Marcel Hertogs          | 49,56 m       | Lancer du disque  | Julia Heck            | 38,34 m      |
| Jacques Claessen        | 65,06 m       | Lancer du javelot | Ghislaine D'Hollander | 40,12 m      |
| Marcel Hertogs          | 53,97 m       | Lancer du marteau | -                     | -            |

## Sources
- Ligue Belge Francophone d'Athlétisme